# Дементей Микола Іванович
Микола Іванович Дементей (25 травня 1930, село Хотліно, тепер Чашницького району Вітебської області, Республіка Білорусь — 10 липня 2018, агромістечко Ждановичі Мінського району Мінської області, Республіка Білорусь) — білоруський радянський діяч, голова Президії Верховної Ради Білоруської РСР, секретар ЦК КП Білорусії. Член Бюро ЦК КП Білорусі в 1979—1991 роках. Народний депутат СРСР (1989—1991).

## Життєпис
У 1952 році закінчив Смольянський сільськогосподарський технікум Білоруської РСР.
Трудову діяльність розпочав у 1952 році викладачем Вітебської сільськогосподарської школи. У 1956—1958 роках працював головним агрономом, директором Трудової машинно-тракторної станції (МТС) Полоцького району Білоруської РСР.
Член КПРС з 1957 року.
У 1958—1962 роках — інструктор Вітебського обласного комітету КП Білорусії; 2-й секретар Вітебського районного комітету КП Білорусії; голова виконавчого комітету Вітебської районної ради депутатів трудящих Вітебської області.
У 1959 році закінчив Білоруську сільськогосподарську академію.
У 1962—1964 роках — слухач Вищої партійної школи при ЦК КПРС у Москві.
У 1964—1970 роках — інструктор, заступник завідувача та завідувач сільськогосподарського відділу Вітебського обласного комітету КП Білорусії; 1-й секретар Ушацького районного комітету КП Білорусії Вітебської області.
У 1970—1974 роках — інспектор ЦК КП Білорусії.
У 1974—1977 роках — секретар Вітебського обласного комітету КП Білорусії.
У 1977 — 6 квітня 1979 року — завідувач сільськогосподарського відділу ЦК КП Білорусії.
6 квітня 1979 — 27 липня 1989 року — секретар ЦК КП Білорусії, курував питання сільського господарства.
28 липня 1989 — 15 травня 1990 року — голова Президії Верховної Ради Білоруської РСР, одночасно заступник голови Верховної Ради СРСР.
18 травня 1990 — 25 серпня 1991 року — голова Верховної Ради Білоруської РСР 12-го скликання. Під його головуванням Верховна Рада 27 липня 1990 року ухвалила Декларацію про державний суверенітет Білоруської РСР.
У 1991 році, в період серпневого путчу в Москві, відкрито виступив на підтримку ДКНС СРСР. 22 серпня 1991 року в Мінську відкрилася позачергова сесія Верховної Ради Білоруської РСР, яка мала обговорити події в країні останніх днів. 25 серпня 1991 року Дементей заявив про відставку.
З 13 січня 1997 до 19 січня 2000 року — член Ради Республіки Національних зборів Республіки Білорусь за президентською квотою (член Комісії з міжнародних справ та національної безпеки).
Автор книги спогадів «Уроки життя».
Помер 10 липня 2018 року в президентській клініці в Ждановичах, куди його госпіталізували за два дні до смерті. Похований на Східному цвинтарі міста Мінська.

## Нагороди і звання
- орден Вітчизни ІІІ ст. (2000) — за значний внесок у соціально-економічний розвиток Республіки Білорусь, активну громадську діяльність
- орден Жовтневої Революції (1976)
- три ордени Трудового Червоного Прапора (8.05.1981)
- орден «Знак Пошани»
- медаль «За доблесну працю. В ознаменування 100-річчя з дня народження Володимира Ілліча Леніна» (1970)
- медаль «Ветеран праці»
- бронзова медаль ВДНГ
- медалі